# San Cristoforo
San Cristoforo é uma comuna italiana da região do Piemonte, província de Alexandria, com cerca de 575 habitantes. Estende-se por uma área de 3,60 km², tendo uma densidade populacional de 159 hab/km². Faz fronteira com Capriata d'Orba, Castelletto d'Orba, Francavilla Bisio, Gavi, Montaldeo, Parodi Ligure.

## Demografia
| Variação demográfica do município entre 1861 e 2011                               |
|                                                                                   |
| Fonte: Istituto Nazionale di Statistica (ISTAT) - Elaboração gráfica da Wikipedia |